# Juan Manuel Martín del Campo
Juan Manuel Martín del Campo (Lagos de Moreno, 14 décembre 1917 - 13 août 1996, Xalapa), est un prêtre séculier mexicain, connu pour son ministère de directeur spirituel et d'exorciste dans le diocèse de Xalapa. Il est reconnu comme vénérable par l'Église catholique.

## Biographie
Juan Manuel Martín del Campo naît le 14 décembre 1917 à Lagos de Moreno, dans un foyer profondément religieux. On y récite chaque jour en famille le rosaire et il ne sera pas le seul des enfants à choisir par la suite la voie religieuse. 
Alors que le gouvernement mexicain mène une lutte contre l'Église catholique, le jeune Juan Manuel intègre de manière clandestine le séminaire de Veracruz, dirigé par saint Raphaël Guízar Valencia (canonisé en 2006), avec qui il se lie d'amitié. Celui-ci, remarquant son goût pour les études et sa discipline, le nomme coordinateur des séminaristes. Pendant les vacances, Juan Manuel Martín del Campo reste au séminaire, où il partage ses journées avec Mgr Guízar Valencia. Ils s'en vont aux périphéries des villes à la rencontre des plus défavorisés, visitent les malades et les prisonniers, et commencent leur journée par la messe qu'ils célèbrent ensemble. 
Juan Manuel reçoit l'ordination sacerdotale le 21 décembre 1940. Durant ses cinquante-six ans de ministère, il fut d'abord aumônier puis professeur au séminaire de Veracruz, directeur spirituel de nombreux prêtres et théologiens et confesseur de communautés religieuses. Vicaire de paroisse, recteur d'églises, directeur diocésain d'œuvres sociales et missionnaires, il fut entre autres, parmi ses nombreuses tâches pastorales, curé de la paroisse San Jerónimo de Coatepec de 1960 à 1970. Son dévouement et son zèle apostolique lui accordèrent la sympathie des fidèles. Il y fonda notamment le Colegio México.
En 1987, il est nommé par l'évêque de Xalapa comme exorciste diocésain. Attentif aux personnes venant lui demander de l'aide spirituelle, il se donna si bien dans cette tâche que le rayonnement de son ministère fut connu à travers tout le diocèse. Année après année, toujours plus de fidèles vinrent chercher auprès de lui conseils et prières. En 1995, il se retira de tout ministère public, se retirant dans une vie de prière, et mourut l'année suivante, le 13 août 1996, avec la réputation d'un saint.

## Béatification et canonisation
- 2009 : introduction de la cause en béatification et canonisation.
- 30 septembre 2015 : le pape François lui attribue le titre de vénérable.

## Sources
- (es) « Nombra Vaticano como Venerable al Pbro. Juan Manuel Martín del Campo », sur ventanaver.mx, 22 septembre 2015 (consulté le 20 juillet 2016).
- (es) « El Padre Juan Manuel Martín, transmitía paz y tranquilidad a sus fieles », sur lapolitica.mx, 23 septembre 2015 (consulté le 20 juillet 2016).
- « Vénérable Juan Manuel Martin del Campo », sur nominis.cef.fr, Nominis (consulté le 20 juillet 2016).